# Chysis aurea
Chysis aurea là một loài thuộc họ Phong Lan. Nó là một loại thuộc chi Chysis.

## Hình ảnh

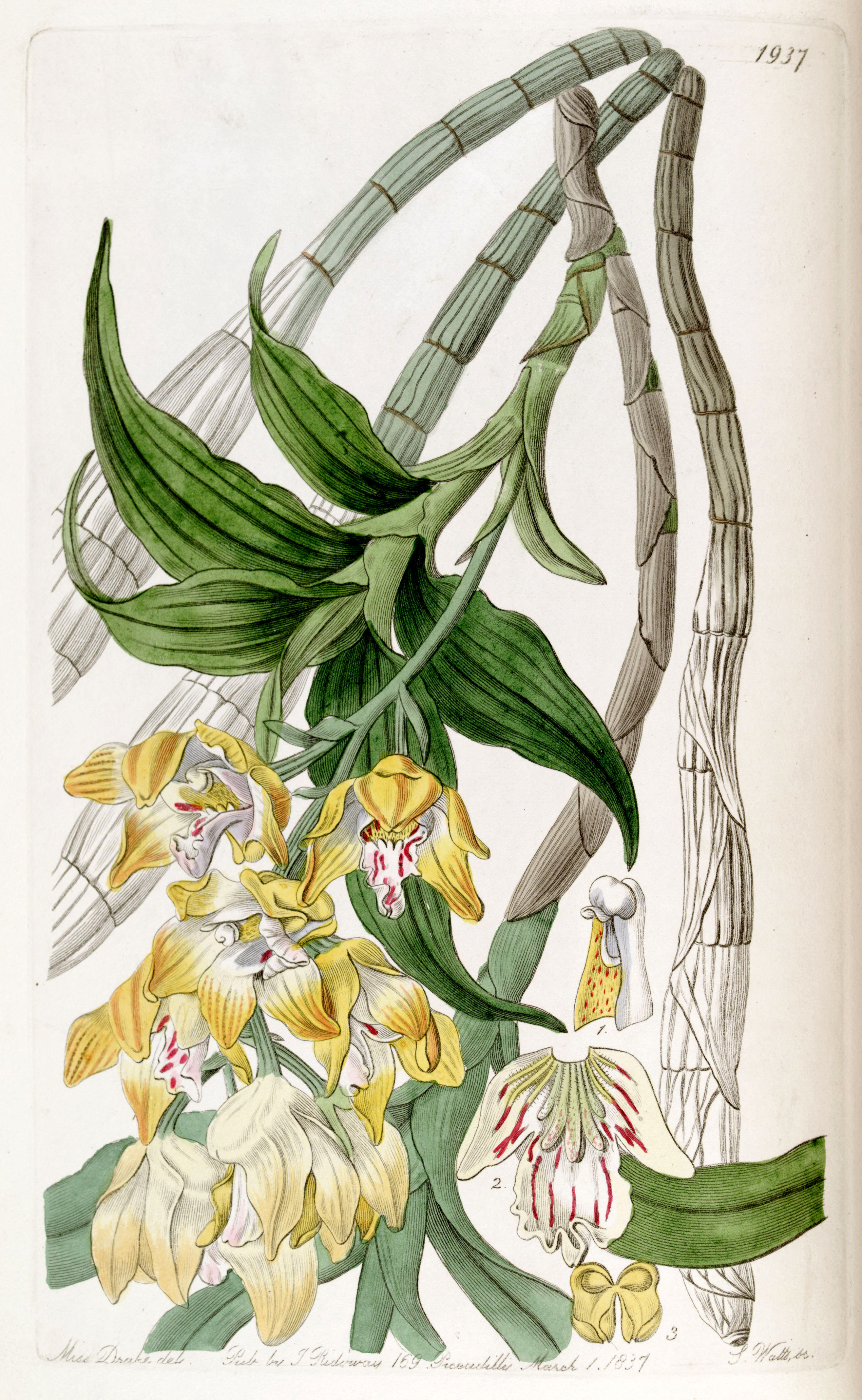
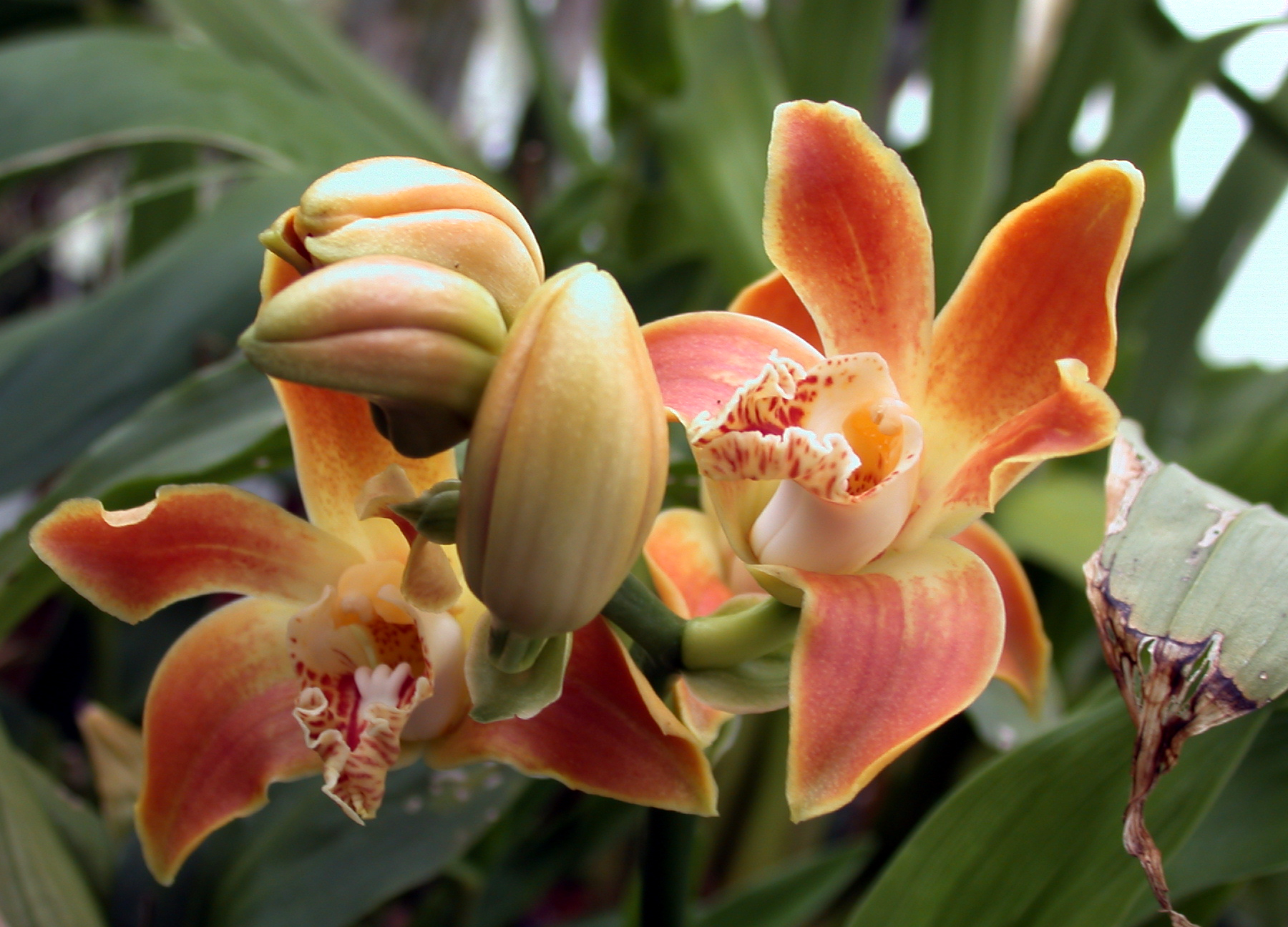
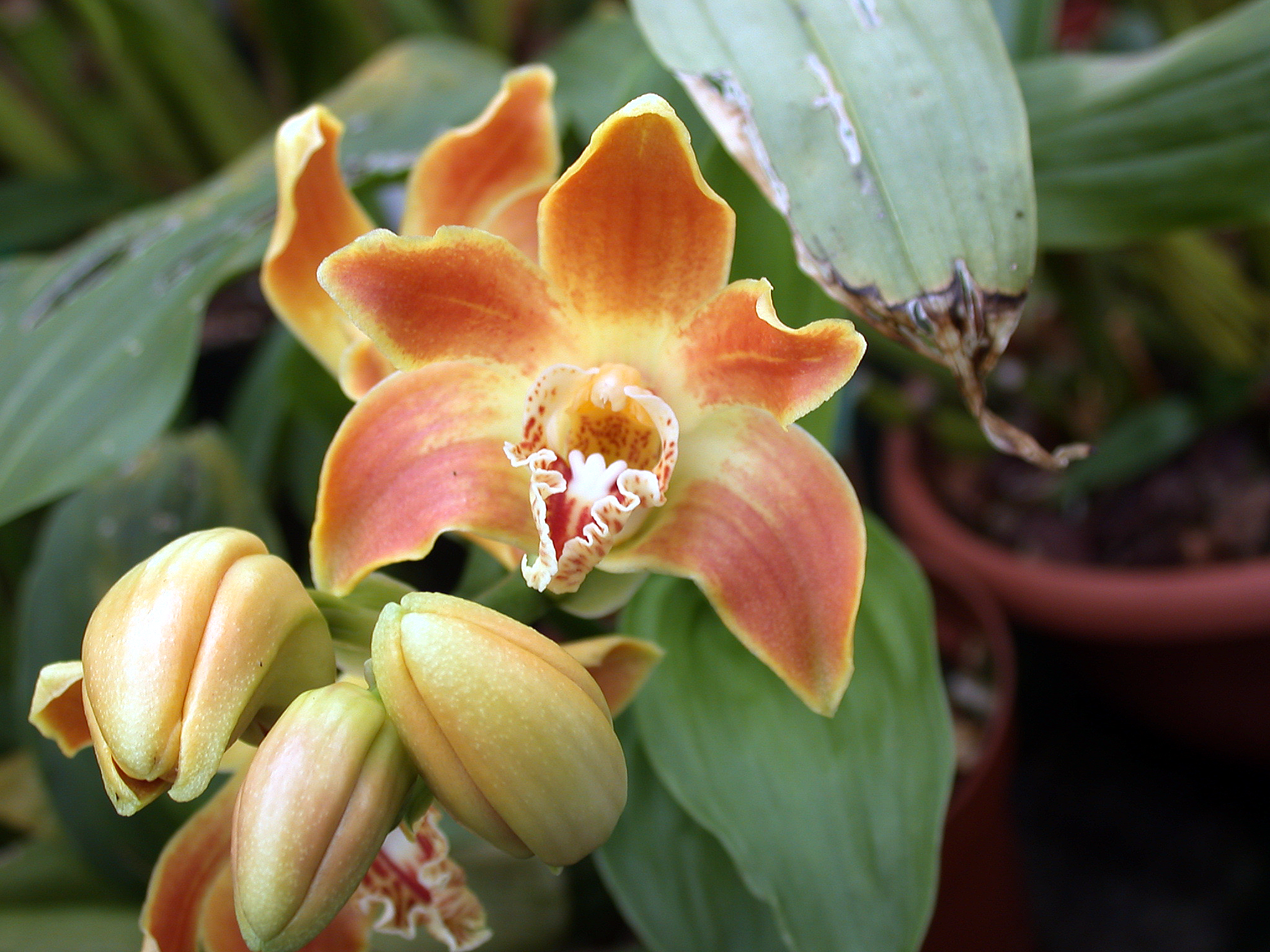